# Хамокс (Флорида)
Хамокс (енгл. The Hammocks) насељено је место без административног статуса у америчкој савезној држави Флорида.

## Демографија
По попису из 2010. године број становника је 51.003, што је 3.624 (7,6%) становника више него 2000. године.
| Група             | 2000.          | 2010.          |
| Белци             | 10.913 (23,0%) | 7.119 (14,0%)  |
| Афроамериканци    | 3.259 (6,9%)   | 3.118 (6,1%)   |
| Азијати           | 1.540 (3,3%)   | 1.569 (3,1%)   |
| Хиспаноамериканци | 30.953 (65,3%) | 39.244 (76,9%) |
| Укупно            | 47.379         | 51.003         |